# Drangmeister
Drangmeister ist ein deutscher Familienname.

## Herkunft und Bedeutung
Der Name Drangmeister (weniger häufig auch als Drankmeister bzw. als Drangemeister gebräuchlich) hatte sich in Endeholz (Gemeinde Scharnhorst), Kreis Celle, Niedersachsen, aus einem Übernamen entwickelt. Er ist einer der ältesten originären Familiennamen des ländlichen Celler Raums.
Es gab den einen Ursprungsträger des Namens (siehe untenstehende Grafik: Drancmester, um 1350 in Endeholz).
In der seinerzeitigen Bedeutung Trankmeister (siehe: mhd. Dranc, Tranc bzw. mnd. Drang, Drank = Trank) stand dieser Name für: Hersteller von Heilgetränken bzw. heilkundiger Mann.
Die Festlegung als Familienname erfolgte in den Jahren 1428–1438 mit Beurkundungen im Schatzregister der Großvogtei Celle.
Die urkundliche Ersterwähnung des Namens – etwa 1389 – findet sich bei Stuart Jenks.
In Benutzung kam der Name um das Jahr 1350, als eine Pandemie, der sogenannte Schwarze Tod, den norddeutschen Raum heimsuchte.

## Verbreitung

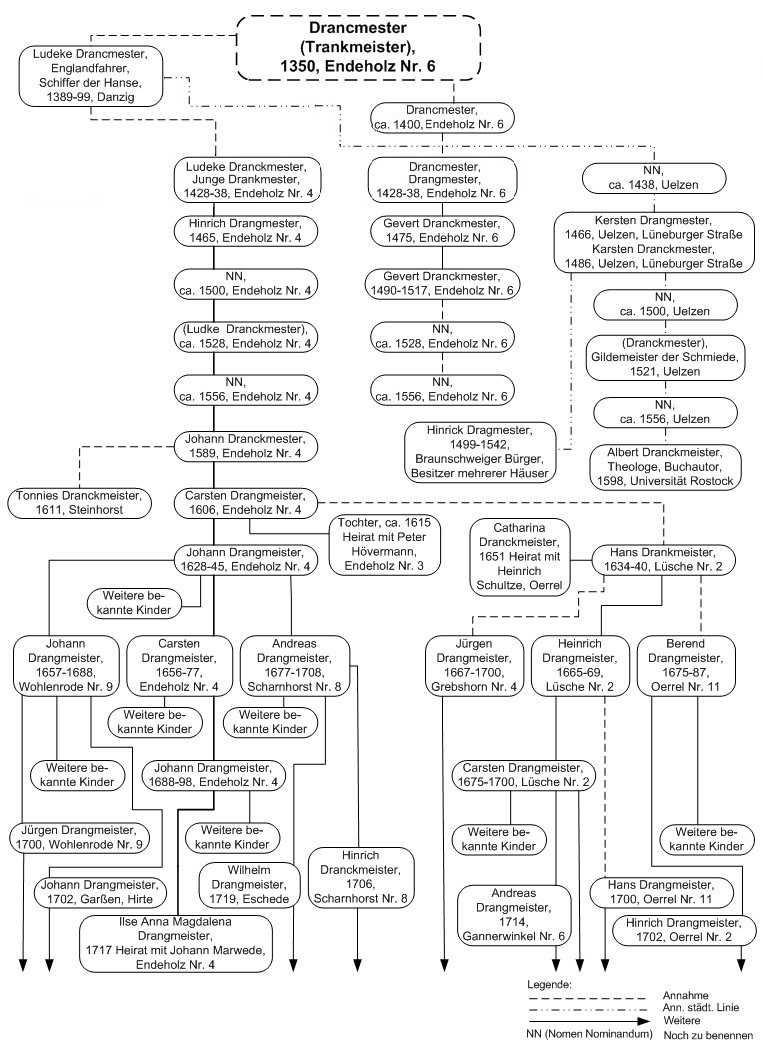
Die Ausbreitung des Namens Drangmeister von 1350 bis 1700

Entstanden um das Jahr 1350 auf der Hofstelle „Endeholz Nr. 6“, verbreitete sich der Name Drangmeister in den dann folgenden 350 Jahren wie in der nebenstehenden Grafik dargestellt – soweit sich für diesen Zeitraum Namensträger ermitteln ließen.
Noch im Jahre 2011 lebten etwa 75 % der ca. 350 bekannten Namensträger innerhalb eines Endeholzer Umkreisradius von nur 50 km Länge.
Der Begründer der Namensträgerpopulation in den USA, ein Drangmeister gebürtig aus Scharnhorst (einem Nachbardorf von Endeholz), wanderte im Jahre 1854 dorthin aus.

## Varianten
- In historischen Urkunden finden sich die Namensschreibweisen:[1]
 Drancmester, Dranckmester, Drangmester, Dragmester, Dragemester, Drankmester, Dranckmeister, Drangmeister, Drankmeister, Drangemeister, Dracmeister, Drancmeister, Dragmeister, Dragemeister, Trankmeister
- Heutige Namensträger führen den Namen unter folgenden Ausprägungen:[1]
 Drangmeister, Drankmeister, Drangemeister